# ثمار خالية من البذور

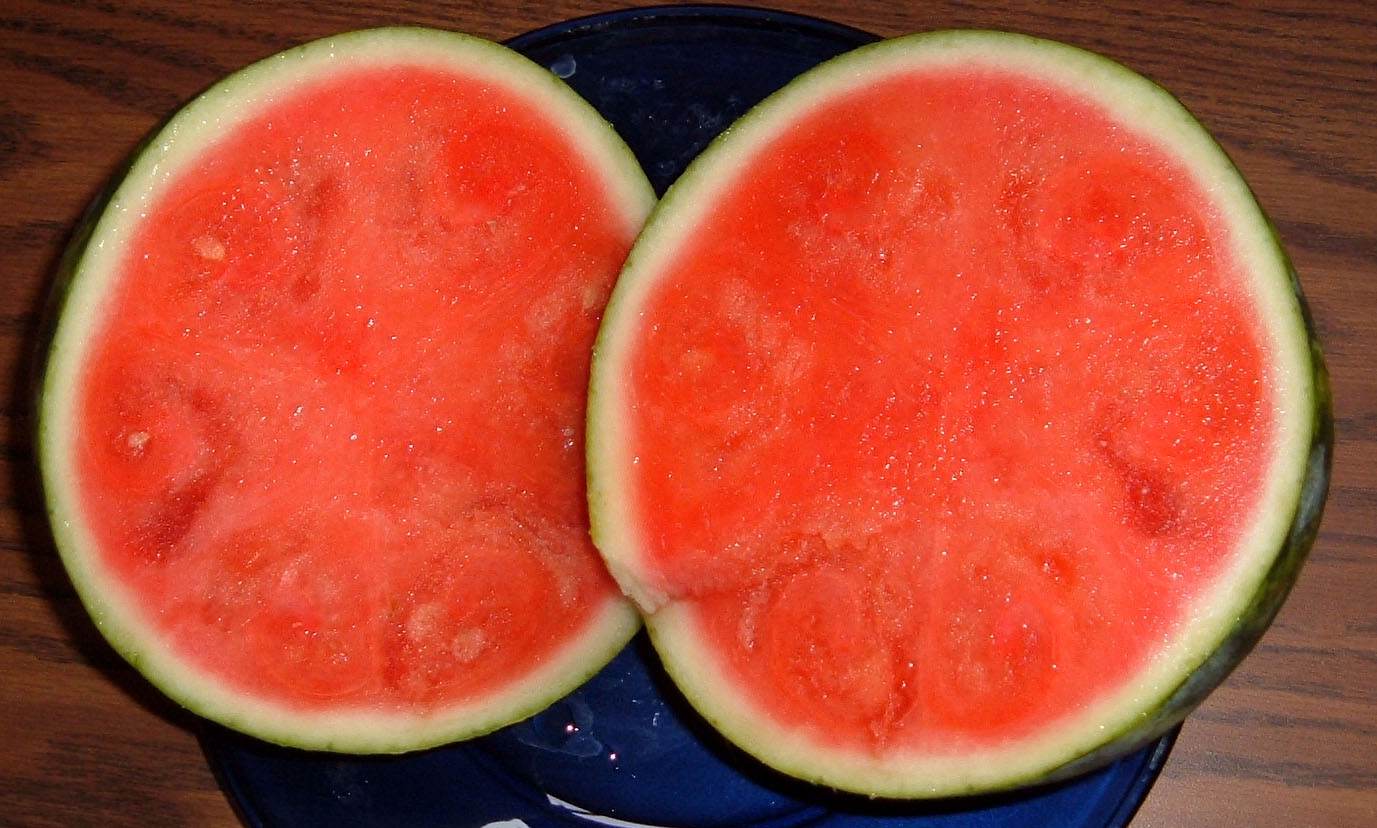
بطيخ خالي من البذور.

ثمار خالية من البذورهي عبارة عن ثمار لم تنضج بذورها بعد. يتم جمعها وبيعها، عمومًا الثمار الخالية من البذور أسهل وأكثر ملاءمة للأكل، فهي تعتبر ذات القيمة التجارية.